# 森本ケンタ
森本ケンタ（もりもと けんた、1985年5月7日 - ）は、日本の作曲家、ギタリスト（※シンガーソングライターとしての活動は休止中）。身長185cm。兵庫県神戸市出身。東京オリンピック・パラリンピック公式文化プログラム  東京 2020　NIPPON フェスティバル「MAZEKOZE アイランドツアー」に、ギタリストとして出演。2022年7月に森川泰介（パーカッション）・川岡光一（チェロ）とともに、森本ケンタトリオを結成。

## 来歴
1985年、神戸市に生まれる。小学生の時、ヴァイオリンでユースオーケストラに参加。中学2年の時、歌を歌いたくなってヴァイオリンを辞め、弾きながらでも歌を歌えるギターを弾くようになる。
高校生の時に「ギター1本で生きていく」と決め、自分が一番ときめく場所からゼロ発信すべく、高校3年生の時にストリートライブをしながら各地を転々とし自分の目で見て確かめながら“音楽ひとり旅”をする中で、一番印象に残った場所が広島だった。広島平和記念公園に行き、小学校3年生の時に阪神大震災に遭い「生きること・人との絆や愛」などが歌うことの根底にあり、そういったメッセージを発信する場所は広島だと感じたことから。
その広島に、高校卒業後の2004年に移住し音楽活動開始。
もともと野球には関心がなかったが、今ではすっかりカープファン。
2005年10月、初の作品リリースであるシングル『スマイル』を発売しCDデビュー。
2011年9月28日にリリースした『Good Day』は、10月3日付のオリコンCDシングルデイリーランキング18位、9月26日～10月02日のオリコン総合CDシングル週間ランキング38位、10月10日付のインディーズ週間ランキング1位を記録。
さらには2012年10月10日にリリースした『DONUTS』もインディーズ週間ランキング1位を記録。
ライフワークでもある学校ライブや、チャリティーイベント等も精力的に行いながら、企業のイメージキャラクターやCM出演・CMソングなどの楽曲提供、さらに地方テレビやラジオにレギュラー番組をもつなど幅広く活動中。
2013年11月にマツダ Zoom-Zoom スタジアム広島で開催された『カープファン感謝デー』では、廣瀬純外野手の登場曲『Hill Climb』（作詞作曲：森本ケンタ）を熱唱。過去には前田健太投手入場曲『HERO』も提供
2014年6月にはスペイン マドリードにて地元ビールメーカー Mahou協賛での“日本スペイン友好400周年記念”単独公演を開催。スペイン語に書き換えた歌詞と、フラメンコギターとJ-POPの融合で国境を越えて大きな喝采を得た。
2016年4月から2017年3月まで、オートバイとその背景に流れるカルチャーを紹介するテレビ神奈川『Ride&Life』（毎週土曜22:30〜23:00）の番組MCを務める。
小学校3年生の時に阪神・淡路大震災に遭った経験から、東日本大震災で被災した子供たちのために『足ながおにいちゃんプロジェクト』を発足し、継続的に支援を呼びかけている。
2017年、祖父が広島県大竹市出身ということが判明。
2017年9月、広島ドラゴンフライズ 2017-18シーズンの公式アンバサダーに就任。
2018年より闘病し続けていた発声障害によりシンガーソングライターとしての活動を休止する決断。作曲家、ギタリストとして再出発。
2018年10月、広島ドラゴンフライズ 2018‐19シーズン 公式エバンジェリストに就任。
2019年 太鼓ユニット我龍とのコラボ活動を発表、広島と世界を繋ぐプロジェクトを我龍メンバーと共に立ち上げる。
引き続き、広島ドラゴンフライズ 2019-20シーズン公式エヴァンジェリスト。
2020年、コロナ禍でステージができない中、おうち時間を楽しんでもらえるものを考案し始める。
音楽をダウンロードできるミュージックカードと、アロマライフクリエイターの宮部てつおさんに監修いただき、楽曲をイメージしたオリジナルアロマオイルをセットにした「Music & Aroma」をリリース。
そごう広島店と広島の老舗珈琲店寿屋珈琲と共にオリジナルブレンドを開発。専門家も唸るテイスティング能力を活かして季節限定ブレンドの販売や、レストラン・地元スーパーフレスタ限定ブレンドも発表している。
2021年には、オリジナルブレンドコーヒーとミュージックカードがセットになった「Music & Coffee」を発売。
その他にも、アウトドア好きを生かして「焚き火ライブ」の開催など、音楽を楽しむ空間ごとプロデュースしている。
2022年5月、約2年半ぶりとなるCDアルバムをリリース。レコーディングには、アコーディオン奏者の桑山哲也さん、クラビオーラ奏者の折重由美子さんなど豪華ミュージシャンが参加した聞き応えのある1枚となっている。
2024年4月27日には、最新アルバム「GREED」を発売。
高級車が登場すると話題のミュージックビデオ「Tuxedo」「Rouge」に続き、３作品目となる「GREED」もYouTubeで公開中。

2020年10月から販売している森本ケンタオリジナルブレンドコーヒー「KENTA COFFEE」が、「Tallman's cafe」として名前もパッケージも大幅リニューアル。オンラインショップで販売中。

## ディスコグラフィ

### シングル
- スマイル（2005年10月7日）

1. スマイル
2. いくつもの出会いへ
3. クローバー
4. happy road

- 高瀬川（2006年4月8日）

1. 高瀬川
2. 高瀬川（instrumental）

- 横顔（2007年6月2日）

1. 横顔
2. おはようの約束
3. 愛のうた（LIVE ver.）

- ロミオ／あふれる想い（2008年10月10日）

1. ロミオ
2. あふれる想い
3. 道

- パズル（2009年1月29日）

1. パズル
2. パズル（instrumental）

- Hill Climb（2009年4月25日）

1. Hill Climb
2. シンデレラ
3. Hill Climb（Instrumental）
4. シンデレラ（Instrumental）

- Endless Snow（2009年10月12日）

1. Endless Snow
2. トナカイとソリと僕
3. Endless Snow（Instrumental）
4. トナカイとソリと僕（Instrumental）

- おしえてダディ（2010年5月3日）

1. おしえてダディ
2. おしえてダディ（Instrumental）

- きみの詩（2011年4月23日）

1. きみの詩
2. エピソード
3. 22:00
4. 正義の味方

- Good Day（2011年9月28日）

1. Good Day
2. 雪
3. mother

- DONUTS（2012年10月10日）

1. DONUTS
2. 卒業式（合唱）
3. Secret Drive

- ピリオド..／向日葵（2014年7月23日）

1. ピリオド..
2. 向日葵
3. イカ
4. ピリオド..（Instrumental）
5. 向日葵（Instrumental）

- もっと I Love You（2015年7月29日）

1. もっと I Love You
2. REILLY
3. オレンジとブルー
4. 冷たい太陽

- 車窓（2017年9月15日）

1. 車窓
2. 数十年後のラブソング
3. 車窓（instrumental
4. 数十年後のラブソング（instrumental）

- on the stage side of New York（Music & Aroma）

1. on the stage side of New York
2. NICE hip

- Orange & Blue（Music & Coffee）

1. Orange & Blue
2. Raven
3. 向日葵
4. MAISAKURA

### アルバム
- INNOCENCE SIDE AQUA（2005年8月9日）
- INNOCENCE SIDE AIR（2005年8月9日）
- Heart（2008年5月2日）
- ONE（2010年4月29日）
- KENTA NOTE（2012年4月17日）

#### インストゥルメンタルアルバム
- Julieta（2016年11月9日）
- life ensemble（2018年4月25日）
- Covers〜Meisaku no yatsu〜（2019年5月29日）
- Moonlight steps（2019年9月25日）
- OPEN（2022年5月28日）
- GREED（2024年4月27日）

### DVD
- LEGEND CONCERT 2006（2006年8月27日）
全18曲収録
- LEGEND CONCERT 2007 Level. 2 〜イタズラな横顔〜（2007年8月15日）
全17曲収録
- 森本ケンタ 5th Anniversary DVD（2010年10月9日）
全18曲収録
- 真夏のKentertainment－森本ケンタ サマーライブ2013－（2013年10月5日）
全15曲収録
- 森本ケンタ 10th Anniversary Live 2015 〜夢を待っているだけじゃ、道など見えない〜（2016年6月25日）

## 現在の出演

### ラジオ
- FM東広島・ミュージックバード『森本ケンタのRadio espresso』（2025年4月5日 - ）

## 過去の出演

### テレビ
- ひろしま満点ママ!!（2007年4月 - 2019年3月27日、TSSテレビ新広島）
  - 火曜コーナー「ケンタのパン日記」レギュラー（2007年4月 - 2008年3月）
  - 月曜レギュラーコメンテーター（2008年3月 - 2009年3月）
  - 水曜コーナー「いまからいくけんどう」レギュラー（2008年12月 - 2009年3月）
  - 水曜レギュラーコメンテーター（2009年4月 - 2010年3月、 ? - 2019年3月27日）
  - 金曜コーナー「レッツGo!マウン10」レギュラー（2009年4月 - 2010年3月）
  - 金曜レギュラーコメンテーター（2010年4月 - ?）
- いっぴん（広島テレビ／山口放送／西日本放送／日本海テレビ） 毎週土曜 アシスタント役（エリアにより放送時間が異なる）
- てっぺん（広島テレビ）森拓磨MC時代
- 森本ケンタのHIROSHIMA自転車ライフ（2009年10月- 12月 毎週土曜、TSSテレビ新広島） MC
- 森本ケンタの散歩気分。（2010年10月 - 12月 毎週水曜、広島テレビ） MC
- テレビ派（2012年3月20日 - 2019年3月27日、広島テレビ）水曜コメンテーター（以前は火曜レギュラー）
- 広島県広報番組 ひろしま発ケンTV（2012年4月18日‐ 2014年3月 毎週月曜、広島ホームテレビ）MC
- 広島県広報番組 ひろしま発ケンTV＋（プラス）（2014年4月 - 2016年3月、広島ホームテレビ）MC
- Ride&Life（2016年4月 - 2017年3月 毎週土曜22:30〜23:00、テレビ神奈川）MC
- 三原市広報番組みはらセブンラバーズ MIHALOVEを探せ!（2017年4月 - 2018年3月19日、TSSテレビ新広島）毎週月曜21:54 - 22:00　不定期出演
- TSSテレビ新広島『TSSプライムニュース』森本ケンタのふれあい街歩き（2019年4月 - 2000年）月1回コーナー
- 広島ホームテレビ「イケメシ」（2020年〜）
- 『推しグルメン』広島ホームテレビ出演 （2024年4月現在）

### ラジオ
- 18:00です!ケンタ。（2008年4月 - 9月 第2・4土曜18:00-18:30、FMちゅーピー）
- 森本ケンタのGood Dayレディオ（2011年9月 - 11月 隔週金曜更新、インターネットラジオJust Click）

## CM出演ほか
- 「フレスタスマイルカード」TVCM出演
- 広島県立美術館 ウェルカムギャラリーアンバサダー就任
- 東京オリンピック・パラリンピック公式文化プログラム  東京 2020 NIPPON フェスティバル 「MAZEKOZE アイランドツアー」出演
- Volkswagen 試乗レポート『The new Golf × 森本ケンタ』インタビュー掲載(中国新聞デジタル広告)
- キットカットミニ全粒粉ビスケット in インフォマーシャル出演
- 広島県歯科医師会「歯と口の健康大使」任命
- 「かみかみ百歳体操~広島県歯科医師会バージョン~」出演
- 「最適!スマホ生活」ドコモショップ店長役で出演
- NTT docomo インフォマーシャル出演

- ネスカフェ「エクセラ ブラックロースト」インフォマーシャル出演
- 「食べて応援!美味しさ新発見!プロジェクトリーダー」就任
- 2019 広島北税務署「1 日税務署長」就任
- サントリー ザプレミアムモルツ
- 中国新聞社 - ウェイバックマシン（2009年7月15日アーカイブ分）（2009年7月 - 2010年6月）
- 株式会社鈴木工務店　スカンジナビアハウス（2009年12月 - 2010年12月）
- 広島県消費生活相談窓口（2010年11月）
- 田中食品「タナカのふりかけ」CM（2012年3月）
- カゴメ カゴメ野菜生活100の新商品「瀬戸内レモンミックス」（2012年2月 - 3月）
- スーパーマーケット フレスタ「電子マネー付きスマイルカード」（2014年9月）
- ロイヤルコーポレーション

## 楽曲提供
- 広島ドラゴンフライズ エヴァンジェリスト就任/公式応援ソング『Dragon Shout』提供
- 広島ホームテレビ「ひろしま発ケンＴＶ」テーマソング「月火水木金土日」（2012年4月－）
- 広島東洋カープ廣瀬純外野手2013年登場曲「Hill Climb」
- 田中食品「タナカのふりかけ」CM楽曲提供「横顔」（2012年3月）
- テレビ新広島「ひろしま満点ママ!!」オープニングテーマ「Good Day」（2011年4月 - 2014年3月）
- 広島東洋カープ前田健太投手2010年登板曲「HERO」
- コカ・コーラウエストレッドスパークス応援歌「Shine」
- ジュエリーシャンテイメージソング「あふれる想い」
- テレビ新広島「ひろしま満点ママ!!」エンディングテーマ「パズル」
- テレビ新広島「森本ケンタのHIROSHIMA自転車ライフ」テーマ曲「Hill Climb」
- 鈴木工務店「スカンジナビアハウス」CMソング「ひだまり」
- 食品スーパーフレスタ　イメージソング「おしえてダディ」
- RCCラジオ「森本ケンタのハッピータイムRADIO」オープニング曲「Hill Climb」
- 広島県消費生活相談窓口キャンペーンCMソング「正義の味方〜守ろうよ、みんなを〜」
- 広島テレビ「いっぴん」エンディング曲「HAPPY TIME」
- 広島テレビ「森本ケンタの散歩気分」挿入歌「HAPPY TIME」
- 胡町商店街「えびす通り」
- 住吉屋フレッシュマンスーツテレビCM「いくつもの出会いへ」
- RCCテレビ「Eタウン・SPORTS」2018年10-11月番組エンディングテーマ「Dragon shout」